# Aurelio Brandolini Lippo
Aurelio Brandolini Lippo (vaksága miatti mellékneve az „il Lippo") (Firenze, 1449 körül – Róma, 1497), latinos névalakja: Lippus Brandolinus. Itáliai humanista rétor, ágoston-rendi szerzetes, Mátyás király humanista kíséretének tagja.

## Élete
Előkelő firenzei nemesi család sarjaként született. Noha gyermekkorában egy betegség következtében elvesztette látását, kora egyik leghíresebb retorikatanára, szónoka, prédikátora lett. Mátyás király ezért hívta Magyarországra, felajánlva neki a retorikai katedrát a pozsonyi egyetemen. Nem ismert, hogy pontosan mikor érkezett Magyarországra, biztosan csak annyit lehet tudni, hogy 1481-ben még Rómában volt, de 1489-ben már a Hunyadi-udvarban tartózkodott. Az uralkodót 1490-ben Bécsbe is elkísérte; Mátyás temetésén ő mondta a gyászbeszédet. Mivel valószínűleg a Corvin János-párthoz tartozott, hamar kénytelen volt visszatérni hazájába, szülővárosába, ahol belépett az Ágoston-rendbe. Pestisben halt meg Rómában, 1497-ben.

## Munkái
- Dialogus ad Matthiam invictissimum Hungariae regem et Beatricem reginam de vitae humanae conditione et corporis aegritudine toleranda. Basilea, 1541. (2. kiadása. Uo. 1543), Vienna 1541. Német fordítása Augsburg, 1622
- De comparatione Reipubblicae et regni. Kéziratban a firenzei Biblioteca Laurenzianában és a Biblioteca Riccardianában. Első nyomtatott kiadása: 1890, Ábel Jenő gondozásában, magyar fordítása 1928-ban jelent meg, Angyal Pál készítette, s látta el bevezető tanulmánnyal.

A dialógus témája a két államforma, a köztársaság és a királyság összehasonlítása. A beszélgetés résztvevői: Mátyás, törvénytelen fia, Corvin János és Domenico Giugni firenzei lovag, aki valóban hosszú időt töltött ekkoriban Budán. János kérésére apja oktatja fiát a tökéletes államról, a jó kormányzás művészetéről, a jó uralkodóról olyan (antik modelleket követő) formában, hogy vitapartnert hív maga mellé, s együtt veszik sorra különböző álláspontok melletti és elleni érveket. A három napon át tartó disputából a királyság eszméje kerül ki győztesen. Mátyás az ideális uralkodó mintaképeként jelenik meg. Aurelio Budán kezdte el írni, majd Firenzében folytatta, de életében nem fejezte be művét. Öccse, Raffaele készítette el a ma ismert kéziratot, ő ajánlotta és ajándékozta azt Giovanni Medici bíborosnak, a későbbi X. Leó pápának. A szépen díszített kódexet évszázadokig a Mediciek könyvtára rejtette.
- Re ratione scribendi.' Basilea. 1543 [Basle]: Per Ioan. Oporinum, et haeredes Ioan Heruagij, 1565. Londini: Apud Henricum Middletonum, 1573
- La storia sacra dei Ebrei és De laudibus musicae. Kéziratban a Biblioteca Laurenzianában
- Oratio de virtutibus domini nostri Jesu Christi. Romae: ex typographia D. Basae, 1596
- Lippi Brandolini De humanae vitae conditione, et toleranda corporis aegritudine: ...dialogus. Adiecimus alterae huic editioni. De exilaratione animi, in mortis angore Aymari Falconei Thautani dialogum, opuscolum ... Basle: R. Winter, 1543. Parisiis: apud Federicum Morellum ..., 1562
- Oratio pro Antonio Lauredano oratore Veneto ad principem et senatum Venetum

## Magyarul
- Lippus Brandolinus: A köztársaság és királyság összehasonlítása; közreadja Angyal Pál; Pallas Ny., Bp., 1928
- Dialogus de humanae conditione et toleranda corporis aegritudine azaz Aurelius Brandolinus dialógusa az emberi sorsról és a testi betegség elviseléséről; ford. Ledán M. István; Kriterion, Kolozsvár, 2008